# Паламар Арсен Онуфрійович
Арсен Онуфрійович Паламар (18 червня 1936 року в м. Копичинці Тарнопольського воєводства, Польща – 9 квітня 2021 року, м. Тернопіль, Україна) — український журналіст, публіцист, член Національних спілок журналістів (1972) та письменників України (2000).

## Життєпис
Закінчив філологічний факультет Чернівецького державного університету (1959, нині національний університет).
Працював учителем, заступником директора школи, кореспондентом тернопільських обласних газет «Ровесник», «Вільне життя», «Свобода», літературним редактором газети «Тернопіль вечірній» Тернопільської міської ради, був керівником прес-служби Тернопільської обласної державної адміністрації. Постійно друкується в обласній і республіканській періодиці.

## Творчість
Автор книжок
- «Етика — молодим» (Київ, 1985),
- «Мудрость общения» (Москва, 1990),
- «Життя наше дурне» (Тернопіль, 1996),
- «Третя руїна» (Львів, 1998, 1999),
- «Деградація» (Київ, 2004)
- «Чи ми, українці, одної крові?: роздуми над недолею».